# Ель-Осо (Авіла)
Ель-Осо (ісп. El Oso) — муніципалітет в Іспанії, у складі автономної спільноти Кастилія-і-Леон, у провінції Авіла. Населення — 212 осіб (2010).
Муніципалітет розташований на відстані близько 100 км на північний захід від Мадрида, 21 км на північ від Авіли.

## Демографія
Динаміка населення (INE ):